# Microperla retroloba
Microperla retroloba is een steenvlieg uit de familie Peltoperlidae. De wetenschappelijke naam van de soort is voor het eerst geldig gepubliceerd in 1937 door Wu.